# فرودگاه جزیره اورکاس
فرودگاه جزیره اورکاس (به انگلیسی: Orcas Island Airport) یک فرودگاه همگانی بهره‌برداری هوایی با کد یاتا ESD است که یک باند فرود آسفالت دارد و طول باند آن ۸۸۴ متر است. این فرودگاه در شهر ایست‌ساند، واشینگتن کشور ایالات متحده آمریکا قرار دارد و در ارتفاع ۹ متری از سطح دریا واقع شده است.